# Formazione degli Angel Witch

## Formazione

### Attuale
- Kevin Heybourne - chitarra, voce (1978 - 1982, 1984 - 1998, 2000 - oggi)
- Will Palmer - basso (2009 - oggi)
- Jimmy Martin - chitarra (2015 - oggi)
- Fredrik Jansson - batteria (2016 - oggi)

### Ex componenti
- Barry Clements - basso (1978)
- Steve Coleman  - batteria (1978)
- Kevin "Skids" Riddles[1] - basso (1978 - 1981)
- Dave Hogg - batteria (1979 - 1980, 1984 - 1985)
- Rob Downing - chitarra (1978)
- Dave Dufort - batteria (1980 - 1981)
- Jerry Cunningham - basso (1982)
- Ricky Bruce - batteria (1982)
- Roger Marsden - voce (1982)
- Pete Gordelier - voce, basso (1982 - 1987)
- Dave Tattum - voce (1984 - 1986)
- Spencer Holman - batteria (1984 - 1986)
- Grant Dennison - chitarra (1989 - 1990)
- Jon Torres - chitarra, basso (1989 - 1990)
- Tom Hunting - batteria (1990 - 1993)
- Doug Piercy - chitarra (1990 - 1993)
- Myk Taylor - chitarra (1996 - 1998)
- Keith Herzberg - chitarra (2000 - 2002)
- Ritchie Wicks - voce, basso (2000 - 2002)
- Scott Higham - batteria (2000 - 2002)
- Lee Altus - chitarra (1993 - 1995)
- Andy Prestridge - batteria (2009 - 2015)
- Chris Fullard - chitarra (1996, 2008 - 2009)
- Bill Steer - chitarra (2010 - 2013)
- Darren Minter - batteria (2003)
- Tom Draper - chitarra (2013 - 2015)
- Alan French - batteria (2015 - 2016)